# کانر کی۱
کانر کی۱ (به انگلیسی: Konner K1) یک بالگرد سبک و ایتالیایی دونفره ساخت شرکت کانر در امارو، فریولی ایتالیا است.

## طراحی و توسعه
بالگرد کانر بر پایه استاندارد بالگردهای بسیار سبک اروپایی ساخته شده‌است. این استاندارد که کلاس۶ نام دارد به بالگردهایی داده می‌شود که فضای سرنشین بسیار کمی دارند. این بالگرد دارای یک موتور ۲۵۰ اسب بخاری توربوشفت است که توسط شرکت کانر تولید می‌شود. این بالگرد دارای یک سامانه الکترونیکی است که در صورت از دست رفتن توان موتور، می‌تواند به چرخش آزاد ملخ کمک بیشتری بکند تا مدت زمان بیشتری بچرخد تا فرصت برای خلبان فراهم بشود تا بدون موتور روی زمین فرود بیاید.

## مشخصات کانر کی۱
داده‌ها از Tacke and manufacturer
ویژگی‌های عمومی
- خدمه: ۱
- ظرفیت: ۱ سرنشین
- وزن خالی: ۲۹۰ کیلوگرم (۶۳۹ پوند)
- وزن ناخالص: ۴۵۰ کیلوگرم (۹۹۲ پوند)
- ظرفیت سوخت: ۱۴۰ لیتر (۳۱ گالون بریتانیایی؛ ۳۷ گالون آمریکایی)
- پیشرانه: ۱ عدد turboshaft engine Konner TK-250, ۱۹۰ کیلووات (۲۵۰ اسب بخار)
- قطر روتور اصلی:  ۶٫۸۰ متر (۲۲ فوت ۴ اینچ)
- مساحت روتور اصلی: ۳۶ متر مربع (۳۹۰ فوت مربع)

عملکرد
- حداکثر سرعت: ۲۵۰ کیلومتر بر ساعت (۱۶۰ مایل بر ساعت، ۱۳۰ گره)
- سرعت کروز: ۲۱۳ کیلومتر بر ساعت (۱۳۲ مایل بر ساعت، ۱۱۵ گره)
- بُرد: ۵۹۲ کیلومتر (۳۶۸ مایل، ۳۲۰ مایل دریایی)
- حداکثر ارتفاع: ۴٬۶۰۰ متر (۱۵٬۰۰۰ فوت)
- نرخ صعود: ۱۳ متر بر ثانیه (۲٬۶۰۰ فوت بر دقیقه)
- بارگیری دیسک: ۱۲٫۵ کیلوگرم بر متر مربع (۲٫۶ پوند بر فوت مربع)

## پی‌نوشت‌ها
1. 1 2  Tacke, Willi; Marino Boric; et al: World Directory of Light Aviation 2015-16, page 209. Flying Pages Europe SARL, 2015. ISSN 1368-485X
2. ↑  https://www.worldcat.org/search?fq=x0:jrnl&q=n2:1368-485X
3. ↑  https://www.worldcat.org/search?fq=x0:jrnl&q=n2:1368-485X
4. ↑  Konner Srl. "Konner K1: Flying has never been so easy" (PDF). en.konnerhelicopters.com. Archived from the original (PDF) on 5 January 2018. Retrieved 4 January 2018.